# Klášter Villers
Klášter Villers je bývalý cisterciácký klášter v belgickém městečku Villers-la-Ville. Byl založen roku 1146 mnichy z francouzského kláštera Clairvaux a největšího rozmachu dosáhl během 13. století, kdy fungoval také jako pohřebiště rodiny brabantských vévodů. Roku 1796 byl klášter během francouzské revoluce zrušen a v současné době patří mezi největší klášterní ruiny v Belgii.